# 브라기

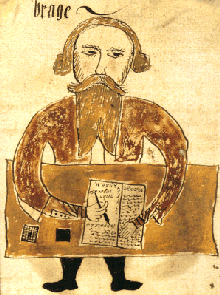
AM 738 4to 필사본의 브라기.

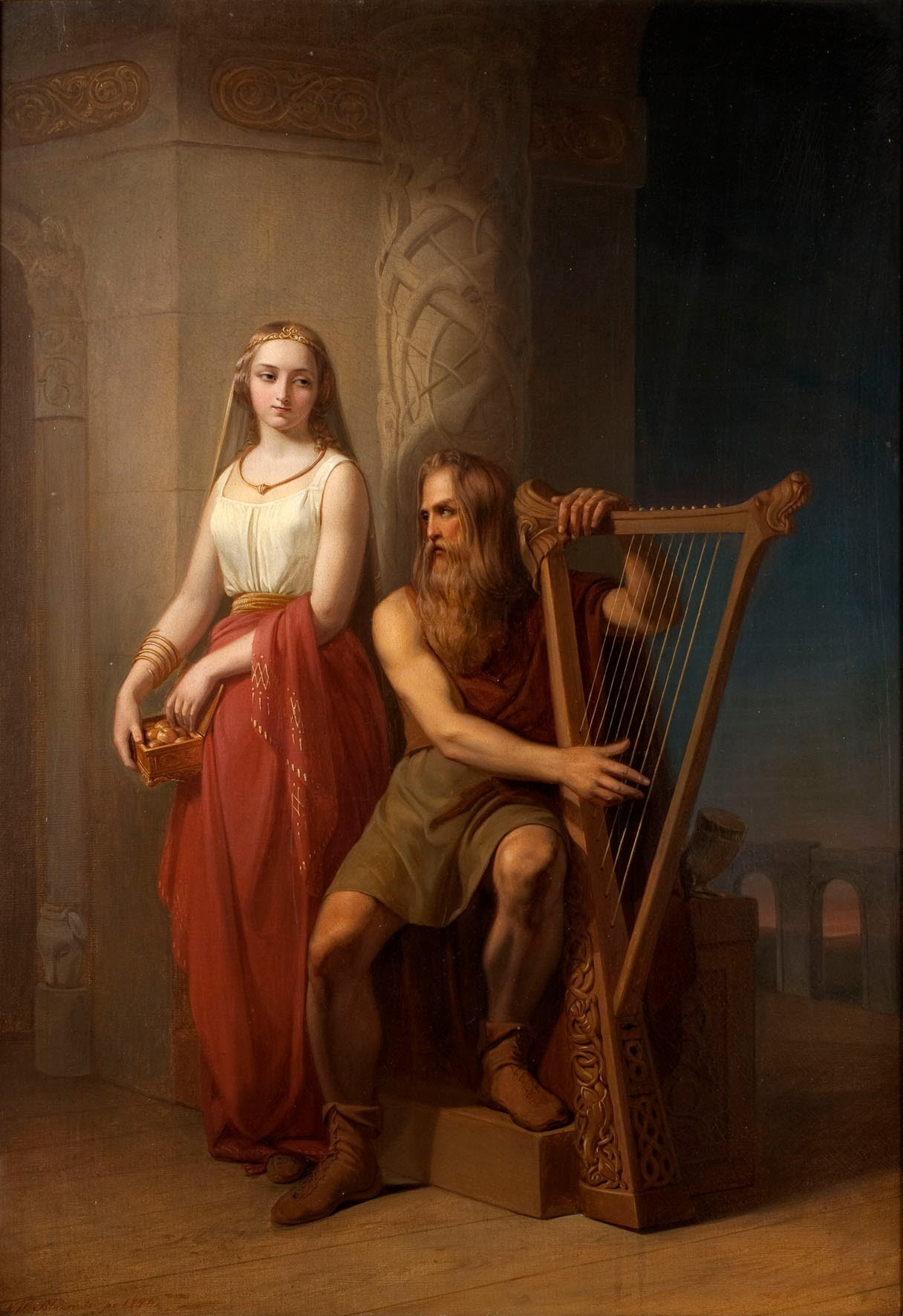
이둔과 브라기

브라기(고대 노르드어: Bragi, 아이슬란드어: Bragi 브라이이, 노르웨이어: Brage 브라게[*])는 오딘의 아들이며, 아내는 영원한 청춘을 신들에게 약속하는 사과의 보관자인 이둔이다. 그의 이름을 따서 시를 ‘브라기의 숨’, 시인을 ‘브라기의 사람’이라고 흔히 말한다. 또한 연회석상에서는 ‘브라기의 잔’이라고 하여, 그 해 자기가 품고 있는 큰 소망을 선언하면서 건배하였다. 한편 9세기의 노르웨이에 브라기 보다손(Bragi Boddason)이라는 시인이 등장하여 화려한 스칼드시(詩)의 시조(始祖)가 되었는데, 일부 학자들은 시가의 신(神) 브라기가 이 시인의 신격화라고 말하기도 한다.